# 中村正三郎 (政治家)
中村 正三郎（なかむら しょうざぶろう、1934年〈昭和9年〉7月18日 - 2023年〈令和5年〉9月1日）は、日本の政治家。位階は正三位、勲等は旭日大綬章。衆議院議員（9期）、環境庁長官、法務大臣といった閣僚ポストのほか、衆議院大蔵委員長、自民党財政部会長、大蔵政務次官を2度経験するなど大蔵・財政族議員でもある。

## 来歴・人物
千葉県安房郡三芳村（現・南房総市）出身。慶應義塾大学法学部政治学科卒業後、富士製鐵（現・日本製鉄）に勤務。1979年10月7日の第35回衆議院議員総選挙で初当選。清和政策研究会に所属し副会長まで務めた。以後2003年11月9日の第43回衆議院議員総選挙まで9回連続当選。
1984年、第2次中曽根第1次改造内閣で大蔵政務次官に就任。1991年には宮澤内閣の環境庁長官として初入閣。1995年9月、自民党総務会長代理に就任。1996年から、千葉12区で浜田靖一とコスタリカ方式を結ぶ。比例南関東ブロックで再選した直後に第2次橋本内閣において三塚博蔵相の下、閣僚経験者でありながら再び大蔵政務次官に就任。1998年には小渕内閣の法務大臣に就任。閣僚就任による資産公開では約26億1千万円と閣僚中1位。約7ヶ月の法相在任中、1998年11月に3人の死刑囚の死刑執行を命令した。その際「本日、死刑確定者に対し死刑を執行した」という形で死刑執行の部分公開を行い、以後死刑執行の部分公表が慣例化し、法制審議会から官僚委員を排除する方針を打ち出すなどした。
しかし不祥事が問題となり、1999年3月に法務大臣を辞任した。2004年10月22日の第161回衆議院本会議において、在職二十五年永年表彰を受ける。2005年の郵政国会では入院中で採決を棄権。8月8日に郵政解散したことを受け、政界を引退した。
選択的夫婦別姓制度に反対し、「旧姓続称制度」を主張していた。
2005年11月、旭日大綬章を受章。
2023年9月1日、間質性肺炎により死去した。89歳没。死没日付をもって正三位に叙された。

## 所属団体・議員連盟
- 神道政治連盟国会議員懇談会

## モータースポーツ
- 1960年代、アマチュアドライバーとして日本グランプリをはじめとする多くのレースに参戦していた[13][14]。
- 2009年には袖ヶ浦市に所有する敷地に自らコース設計を手がけた袖ヶ浦フォレストレースウェイをオープンさせた[15]。
- この他に日本自動車連盟（JAF）におけるモータースポーツ関連の改革にも関わっている。日本のモータースポーツへの高い貢献を評価され、2013年にはタグ・ホイヤーが選ぶ「ジャパン・モーター・レーシング・ホール・オブ・フェイム2013」を受賞している[16]。

## 不祥事

### 法務大臣在任中の問題
法務大臣在任中、不祥事疑惑がおこり国会を混乱させたとして辞任している。また法相就任直後に北島敬介検事総長を呼びつけ自身との上下関係に留意するよう注意したり、中央更生保護審査会で承認された無期懲役で仮釈放中の人物に対する復権申請に対して「極悪人を復権させる必要などない」と発言したりするなど、問題行動が多かったとされる。

### シュワルツェネッガー問題
アーノルド・シュワルツェネッガーが旅券紛失をして特別な入国許可を得た際に提出した顛末書を入国管理局に命じてわざわざ取り寄せて大臣室に保管していた。国会でこの問題を追及される過程で中村は自身を含めた家族がシュワルツェネッガーのファンだと答弁した。

### 指揮権発動未遂問題
中村がオーナーを務める企業と民事訴訟で争っている企業への刑事捜査を法務・検察に促していた。しかし法務省・検察庁の幹部から「指揮権発動に該当する」と諌められたため、結局、捜査命令は撤回された。中村のこの対応については、私的な理由で指揮権を発動しようとしたとして批判が集まった。なお、指揮権発動は造船疑獄時等しか例がなく、極めて稀である。

## 親族・親戚
- 父 中村庸一郎（元衆議院議員）
- 姪の夫 山口壯（衆議院議員）[要出典]